# سالوادور اسکریوئلا
سالوادور اسکریوئلا (انگلیسی: Salvador Escrihuela; ۲۸ فوریهٔ ۱۹۵۱ – ۶ اوت ۲۰۲۱) بازیکن فوتبال اهل اسپانیا بود.